# Anna Cristina di Sulzbach
Anna Cristina Luisa di Sulzbach (Sulzbach-Rosenberg, 5 febbraio 1704 – Torino, 12 marzo 1723) fu principessa del Palatinato-Sulzbach per nascita e prima moglie del futuro re di Sardegna Carlo Emanuele III di Savoia.

## Biografia
Anna Cristina Luisa del Palatinato-Sulzbach era figlia del conte palatino Teodoro Eustachio del Palatinato-Sulzbach (1659-1733), membro della casata dei Wittelsbach, e di Maria Eleonora d'Assia-Rotenburg (1675-1720), figlia del langravio Guglielmo, Langravio d'Assia-Rotenburg. Anna Cristina, inoltre, era nipote del langravio Ernesto Leopoldo d'Assia-Rotenburg e prima cugina di Polissena Cristina d'Assia-Rotenburg (futura moglie di Carlo Emanuele III), di Carolina d'Assia-Rotenburg e di Cristina Enrichetta d'Assia-Rotenburg, principessa di Carignano. I genitori di Anna Cristina si sposarono nel 1692 e lei fu l'ottava figlia della coppia.
Il 15 marzo 1722, a Vercelli, Anna Cristina sposò Carlo Emanuele di Savoia, allora principe di Piemonte (poi re di Sardegna col nome di Carlo Emanuele III), figlio secondogenito di Vittorio Amedeo II di Savoia e di Anna Maria di Borbone-Orléans ed erede apparente al trono sabaudo dopo la morte nel 1715 del fratello maggiore Vittorio Amedeo.
L'anno successivo al matrimonio diede alla luce un figlio, al quale venne imposto il titolo di duca d'Aosta, ma, a seguito di complicazioni nel parto, morì alcuni giorni dopo, il 12 marzo 1723, a Torino, all'età di 19 anni. La sua salma venne sepolta nella basilica di Superga, a Torino. Essendo morta prima dell'ascesa al trono del marito, non divenne regina di Sardegna. Dopo due anni, nel 1725, morì anche il suo unico figlio.

## Discendenza
Anna Cristina e Carlo Emanuele ebbero un figlio:
- Vittorio Amedeo Teodoro di Savoia (7 marzo 1723–11 agosto 1725), sepolto nella basilica di Superga.

## Ascendenza
|                                             |                           |                                                   | Genitori                            |  |  | Nonni |  |  | Bisnonni                       |  |  | Trisnonni                            |  |
|                                             |                           |                                                   |                                     |  |  |       |  |  | Augusto del Palatinato-Neuburg |  |  | Filippo Luigi del Palatinato-Neuburg |  |
|                                             |                           |                                                   |                                     |  |  |       |  |  | Augusto del Palatinato-Neuburg |  |  | Filippo Luigi del Palatinato-Neuburg |  |
|                                             |                           | Anna di Jülich-Kleve-Berg                         |                                     |  |  |       |  |  | Augusto del Palatinato-Neuburg |  |  |                                      |  |
| Cristiano Augusto del Palatinato-Sulzbach   |                           |                                                   |                                     |  |  |       |  |  | Augusto del Palatinato-Neuburg |  |  |                                      |  |
|                                             |                           | Edvige di Holstein-Gottorp                        | Giovanni Adolfo di Holstein-Gottorp |  |  |       |  |  |                                |  |  |                                      |  |
|                                             |                           | Edvige di Holstein-Gottorp                        | Giovanni Adolfo di Holstein-Gottorp |  |  |       |  |  |                                |  |  |                                      |  |
|                                             |                           | Edvige di Holstein-Gottorp                        | Augusta di Danimarca                |  |  |       |  |  |                                |  |  |                                      |  |
| Teodoro Eustachio del Palatinato-Sulzbach   |                           | Edvige di Holstein-Gottorp                        |                                     |  |  |       |  |  |                                |  |  |                                      |  |
|                                             |                           | Giovanni VII di Nassau-Siegen                     | Giovanni VI di Nassau-Dillenburg    |  |  |       |  |  |                                |  |  |                                      |  |
|                                             |                           | Giovanni VII di Nassau-Siegen                     | Giovanni VI di Nassau-Dillenburg    |  |  |       |  |  |                                |  |  |                                      |  |
|                                             |                           | Giovanni VII di Nassau-Siegen                     | Elisabetta di Leuchtenberg          |  |  |       |  |  |                                |  |  |                                      |  |
| Amalia di Nassau-Siegen                     |                           | Giovanni VII di Nassau-Siegen                     |                                     |  |  |       |  |  |                                |  |  |                                      |  |
|                                             |                           | Margherita di Holstein-Sondenburg-Plön            | …                                   |  |  |       |  |  |                                |  |  |                                      |  |
|                                             |                           | Margherita di Holstein-Sondenburg-Plön            | …                                   |  |  |       |  |  |                                |  |  |                                      |  |
|                                             |                           | Margherita di Holstein-Sondenburg-Plön            | …                                   |  |  |       |  |  |                                |  |  |                                      |  |
| Anna Cristina di Sulzbach                   |                           | Margherita di Holstein-Sondenburg-Plön            |                                     |  |  |       |  |  |                                |  |  |                                      |  |
|                                             | Ernesto d'Assia-Rheinfels | Maurizio d'Assia-Kassel                           |                                     |  |  |       |  |  |                                |  |  |                                      |  |
|                                             | Ernesto d'Assia-Rheinfels | Maurizio d'Assia-Kassel                           |                                     |  |  |       |  |  |                                |  |  |                                      |  |
|                                             | Ernesto d'Assia-Rheinfels | Giuliana di Nassau-Dillenburg                     |                                     |  |  |       |  |  |                                |  |  |                                      |  |
| Guglielmo d'Assia-Rotenburg                 | Ernesto d'Assia-Rheinfels |                                                   |                                     |  |  |       |  |  |                                |  |  |                                      |  |
|                                             |                           | Maria Eleonora di Solms-Hohensolms-Lich           | …                                   |  |  |       |  |  |                                |  |  |                                      |  |
|                                             |                           | Maria Eleonora di Solms-Hohensolms-Lich           | …                                   |  |  |       |  |  |                                |  |  |                                      |  |
|                                             |                           | Maria Eleonora di Solms-Hohensolms-Lich           | …                                   |  |  |       |  |  |                                |  |  |                                      |  |
| Maria Eleonora d'Assia-Rotenburg            |                           | Maria Eleonora di Solms-Hohensolms-Lich           |                                     |  |  |       |  |  |                                |  |  |                                      |  |
|                                             |                           | Ferdinando Carlo di Löwenstein-Wertheim-Rochefort | …                                   |  |  |       |  |  |                                |  |  |                                      |  |
|                                             |                           | Ferdinando Carlo di Löwenstein-Wertheim-Rochefort | …                                   |  |  |       |  |  |                                |  |  |                                      |  |
|                                             |                           | Ferdinando Carlo di Löwenstein-Wertheim-Rochefort | …                                   |  |  |       |  |  |                                |  |  |                                      |  |
| Maria Anna di Löwenstein-Wertheim-Rochefort |                           | Ferdinando Carlo di Löwenstein-Wertheim-Rochefort |                                     |  |  |       |  |  |                                |  |  |                                      |  |
|                                             |                           | Anna Maria di Fürstenberg-Heiligenberg            | …                                   |  |  |       |  |  |                                |  |  |                                      |  |
|                                             |                           | Anna Maria di Fürstenberg-Heiligenberg            | …                                   |  |  |       |  |  |                                |  |  |                                      |  |
|                                             |                           | Anna Maria di Fürstenberg-Heiligenberg            | …                                   |  |  |       |  |  |                                |  |  |                                      |  |
|                                             |                           | Anna Maria di Fürstenberg-Heiligenberg            |                                     |  |  |       |  |  |                                |  |  |                                      |  |